# Isla de los Museos

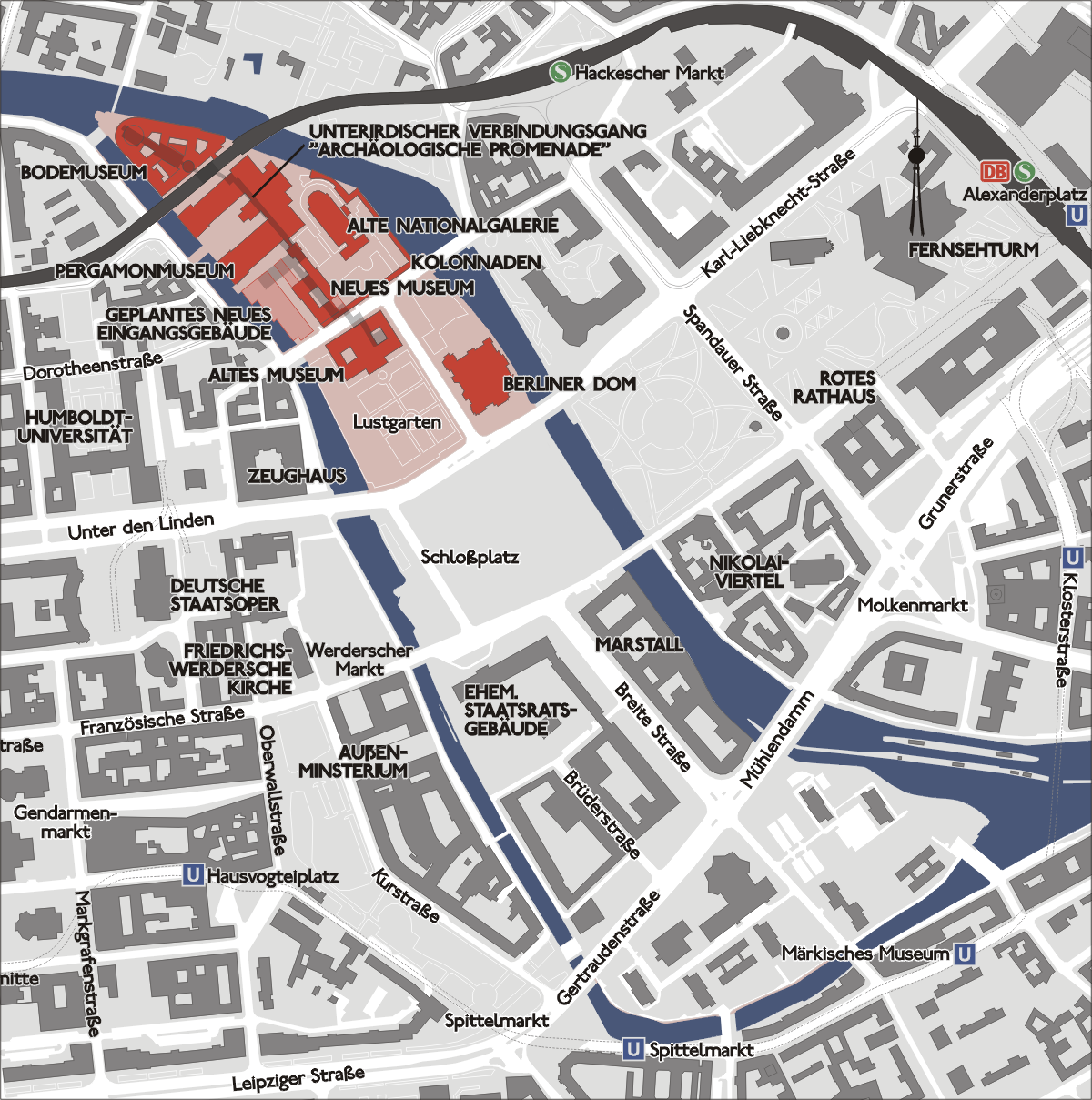
Plano con la Isla de los Museos señalada en rojo.

La Isla de los Museos (en alemán, Museumsinsel) es el nombre de la mitad septentrional de la Spreeinsel, una isla en el río Spree, en el centro de Berlín, Alemania (la parte meridional de la isla se llama Fischerinsel, que significa «Isla de los Pescadores»).

## Descripción
La isla recibió su nombre de varios museos de renombre internacional que hoy ocupan la totalidad de la mitad norte de la isla (originariamente un área residencial dedicada al "arte y la ciencia" por el rey Federico Guillermo IV de Prusia en 1841). Formadas bajo varios reyes prusianos, sus colecciones de arte y arqueología pasaron a una fundación pública en 1918, la Stiftung Preußischer Kulturbesitz (Fundación del Patrimonio cultural prusiano), que mantiene hoy las colecciones y los museos.
La colecciones prusianas quedaron separadas durante la Guerra Fría con la ciudad en su conjunto, pero fueron finalmente reagrupadas después de la Reunificación alemana.
Actualmente, la Museumsinsel y las colecciones están en proceso de reorganización. Dado que varios museos resultaron destruidos durante la Segunda Guerra Mundial y parte del espacio de exhibición está en proceso de reconstrucción, la información que se proporciona aquí puede estar sujeta a modificaciones.
Las colecciones que se unieron en la Isla de los Museos por primera vez permitieron una mirada unificada al arte europeo desde la Antigüedad hasta el siglo XIX, presentada en edificios que muestran la historia de museos en sí mismos por encima del curso de un centenar de años, y es por ello que todo el conjunto fue añadido a la lista de la Unesco de Patrimonio de la Humanidad en 1999.
Además de los museos, en la isla se encuentra la Catedral de Berlín cerca del Lustgarten (Jardín del Placer) que anteriormente perteneció al Berliner Stadtschloss.

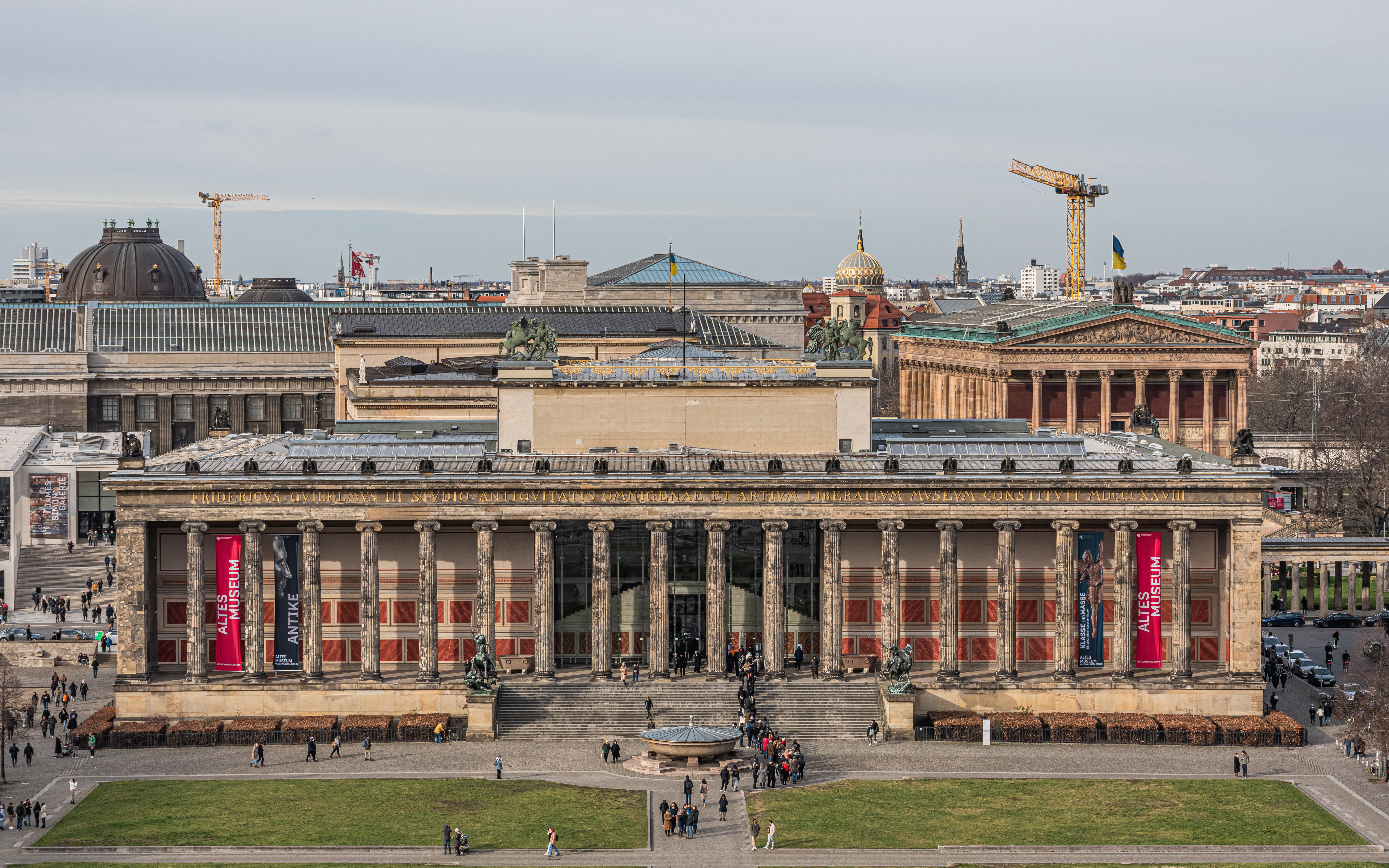
Museo Antiguo.

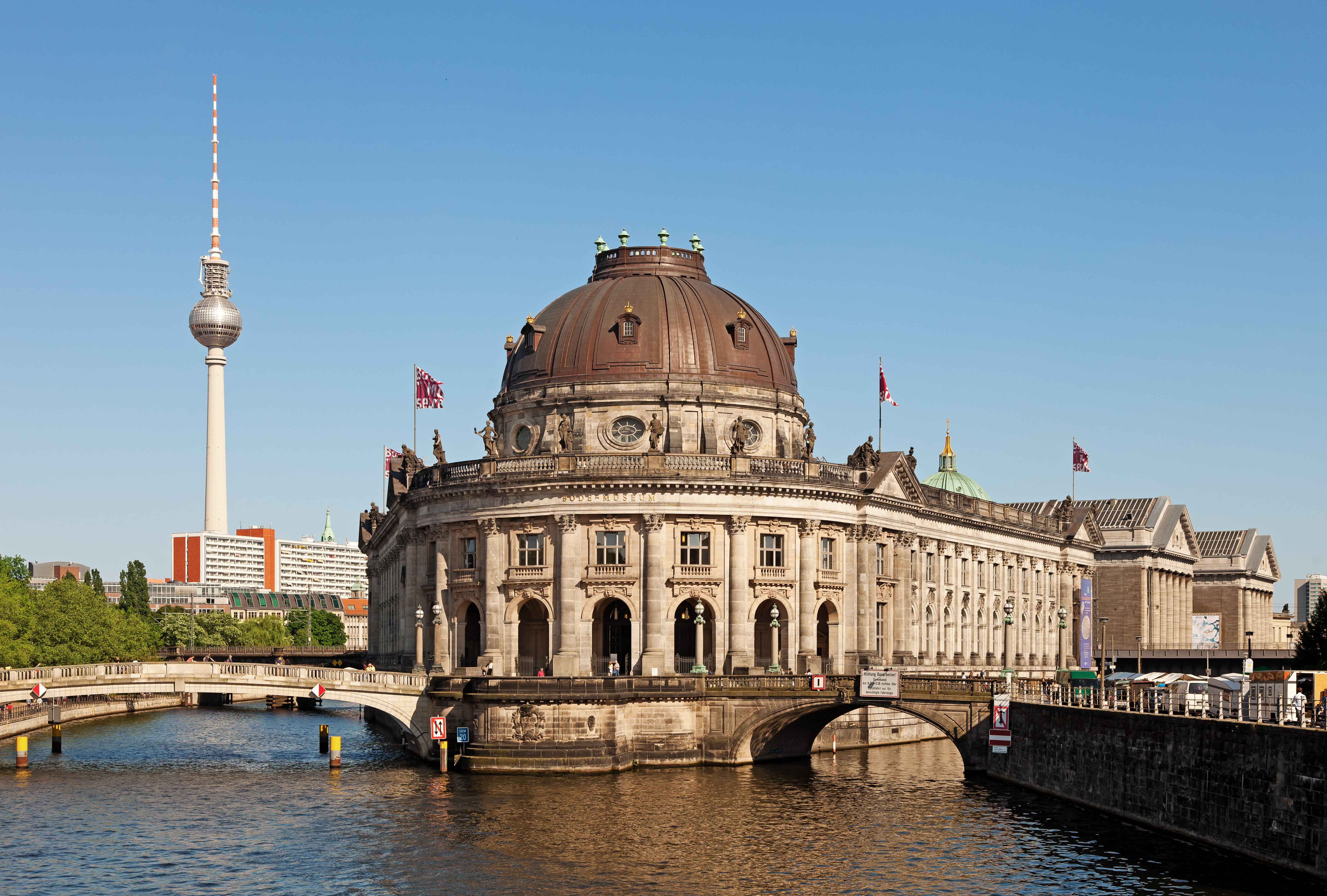
Bodenmuseum.

## Museos de la isla

### Museo Antiguo
El Museo Antiguo (Altes Museum) es el más antiguo de los museos. Fue construido entre 1823 y 1830 según los planos del arquitecto Prusiano Karl Friedrich Schinkel. Se erigió en el lado opuesto del Berliner Stadtschloss (Castillo de Berlín, actualmente el Humboldt Forum). Estaba destinada a albergar cuadros procedentes de los castillos de Berlín, Potsdam, Charlottenburg y de dos colecciones privadas (la colección Giustiniani y la colección Solly). En este edificio es donde primero puso Federico Guillermo III al alcance del público el Antikensammlung, la colección prusiana de antigüedades. Esta colección es hoy en parte exhibida de nuevo en el Museo Antiguo.

### Museo Nuevo
El Museo Nuevo (Neues Museum), localizado detrás del Museo Antiguo, fue completado en 1859 de acuerdo con los planes de Friedrich August Stüler, un estudiante de Schinkel. Quedó casi destruido durante la Segunda Guerra Mundial (sólo quedaron algunas de las paredes exteriores) y en el año 2009 se completó su recuperación conservando los restos del antiguo edificio y respetando la estructura del mismo. El arquitecto encargado de rehacer y reconstruir el edificio fue David Chipperfield y se gastaron unos 292 millones de euros. En este emplazamiento se exhiben, como antes de la guerra, las colecciones egipcias y prehistóricas, entre ellas el afamado busto de Nefertiti.

### Galería Nacional Antigua
La Galería Nacional Antigua (Alte Nationalgalerie) se acabó en 1876, también de acuerdo a los diseños de Friedrich August Stüler, para albergar una colección de arte del siglo XIX donada por el banquero Joachim H. W. Wagener. La colección se amplió notablemente y hoy es una de las más grandes colecciones de esculturas y pinturas del siglo XIX en Alemania. El edificio quedó muy dañado durante la Segunda Guerra Mundial y sólo se restauró completamente y se reabrió en 2001; hoy, alberga los cuadros de las colecciones (mientras que las esculturas están fuera de la isla, en la cercana Friedrichswerdersche Kirche, una iglesia neogótica diseñada por Schinkel).

### Museo Bode
En 2009 se abrió el Kaiser-Friedrich-Museum, hoy llamado el Museo Bode (Bodemuseum). Ubicado en la punta norte de la isla y fácilmente reconocible debido a su cúpula de marrón cobrizo, el Museo Bode se cerró en 2000 para la reconstrucción y fue reabierto el 15 de octubre de 2009. Alberga las colecciones de escultura y arte de la tardo-antigüedad y bizantino.

### Museo de Pérgamo
El último de los museos es el Museo de Pérgamo (Pergamonmuseum), completado en 1930, que alberga edificios a tamaño original, reconstruidos, tales como el altar de Pérgamo, la Puerta de Ishtar de Babilonia y la puerta del mercado de Mileto, formados por partes tomadas de las excavaciones originarias.

### Galería James Simon
La Galería James Simon (James-Simon-Galerie) será un nuevo centro de visitantes para la Isla de los Museos, localizada entre el Neues Museum y el Kupfergraben.

## Galería

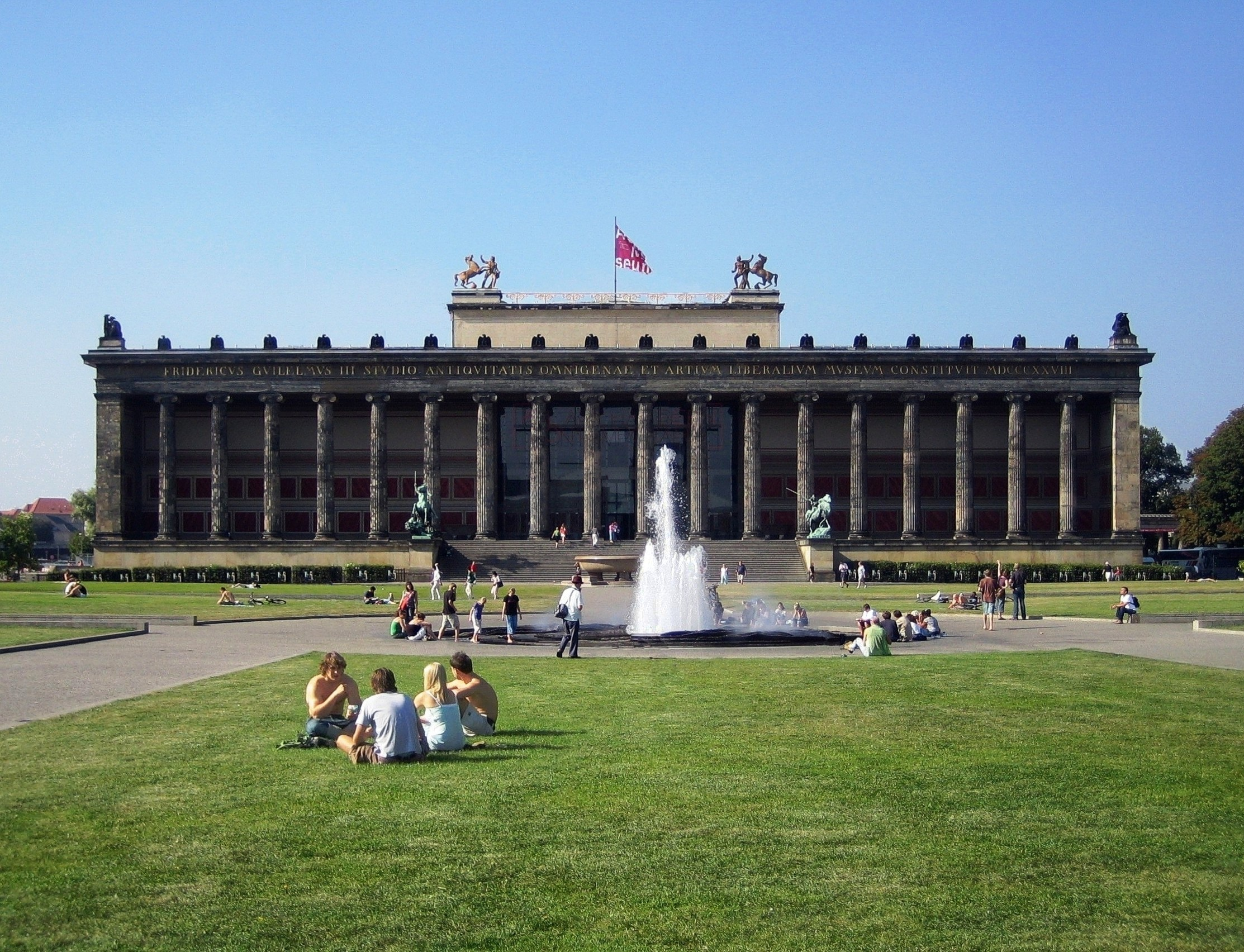
Altes Museum.
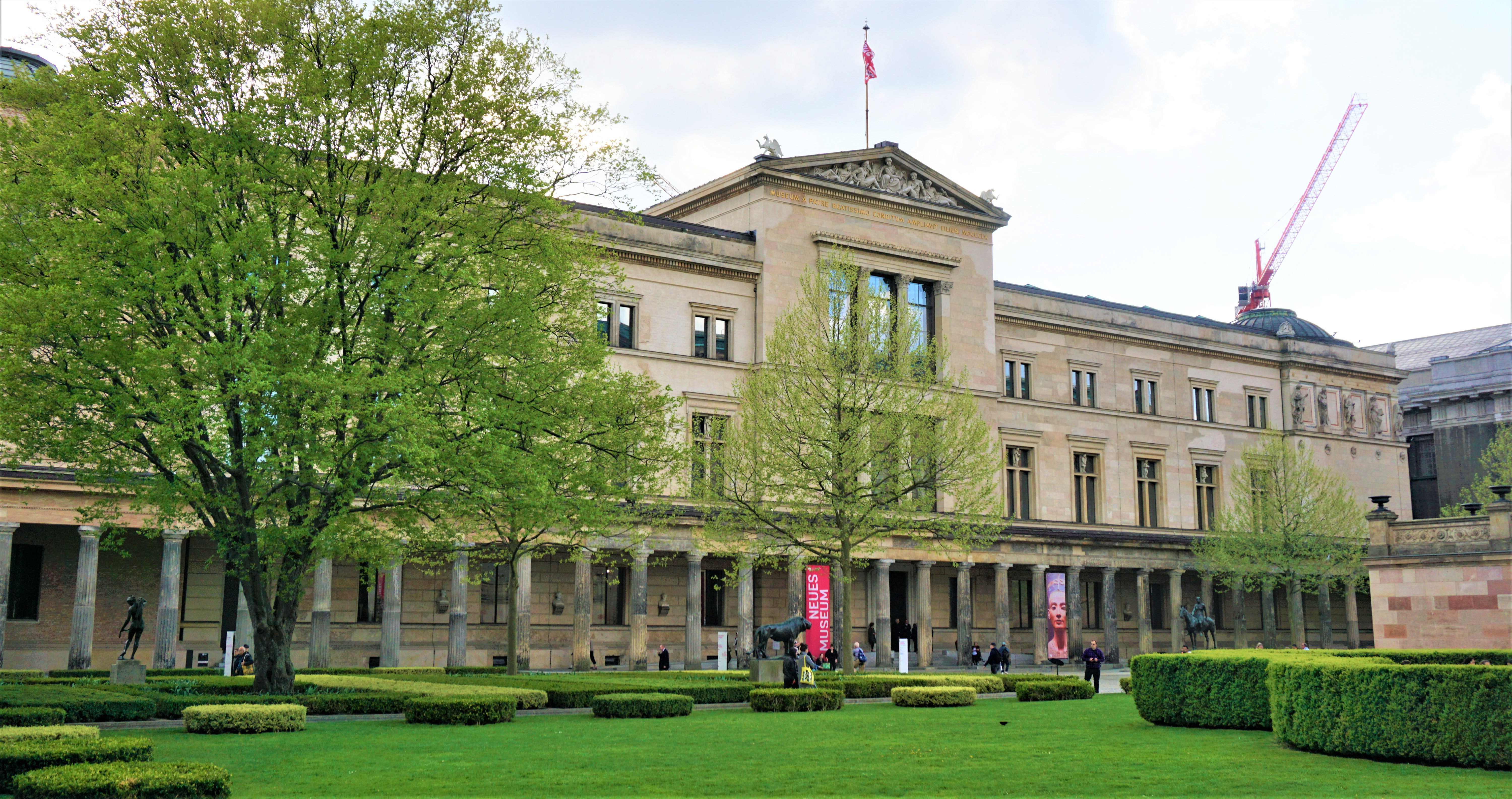
Neues Museum.
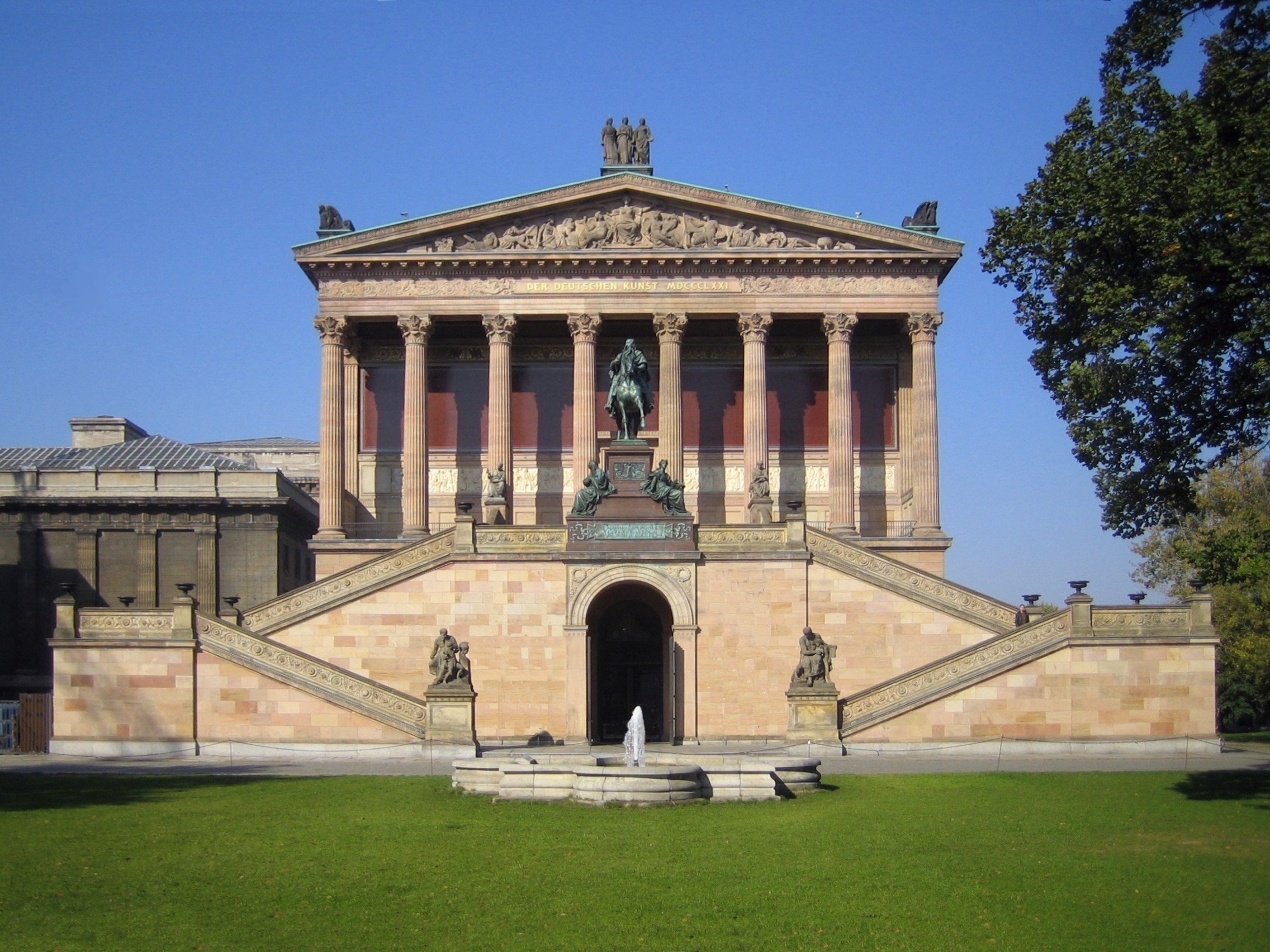
Antigua Galería Nacional de Berlín.
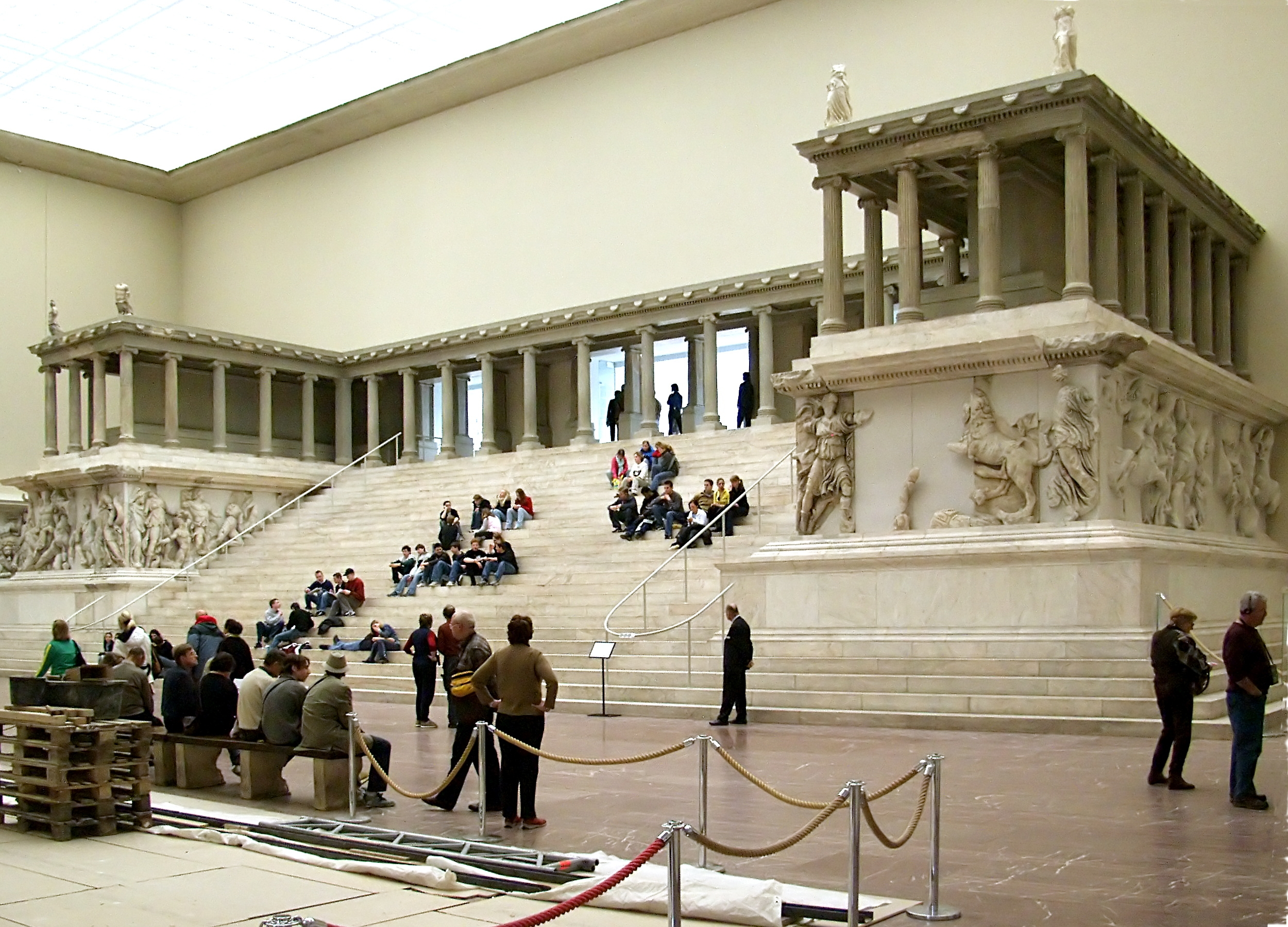
El altar de Pérgamo, en el Museo de Pérgamo.
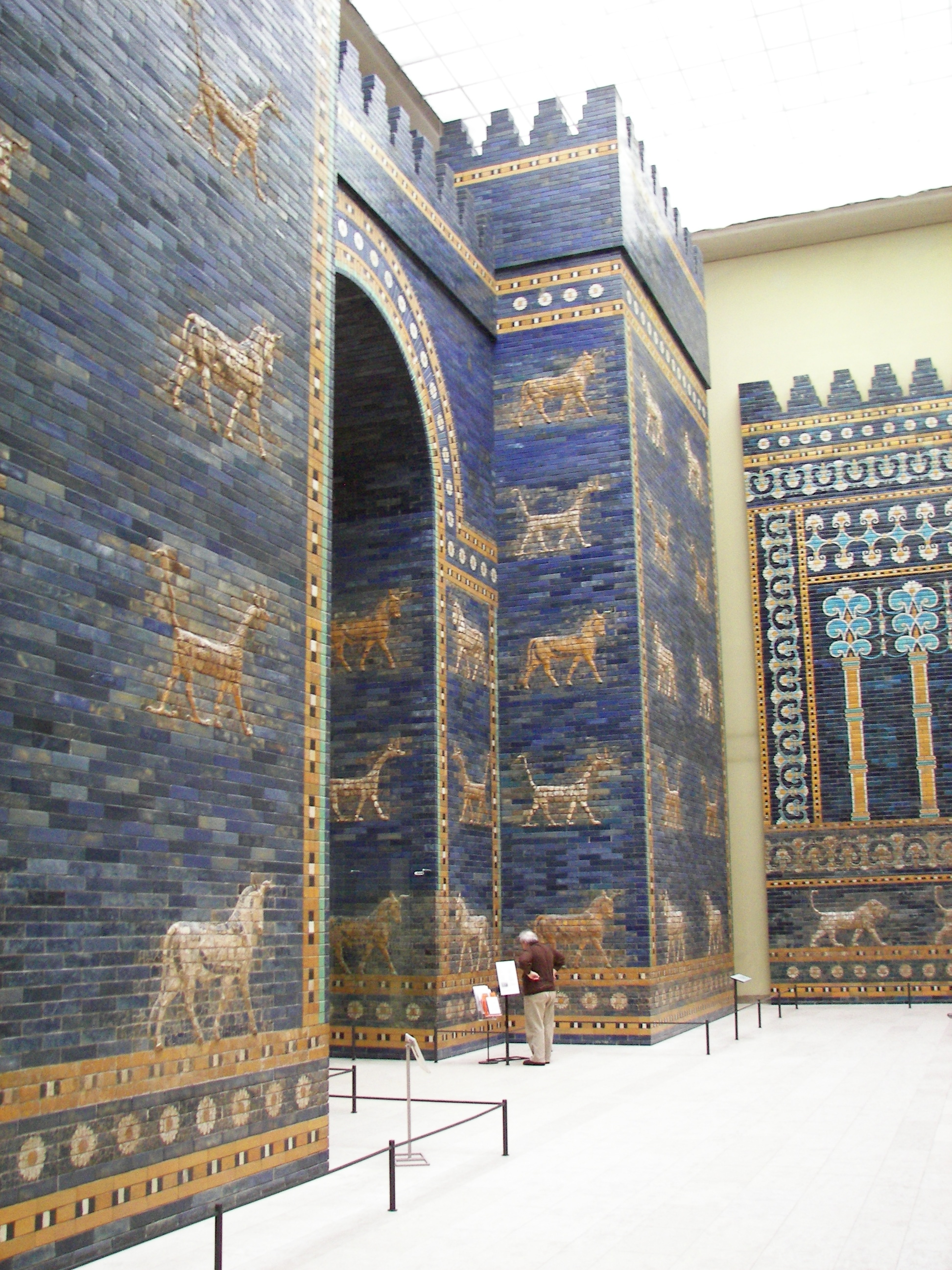
Puerta de Istar.
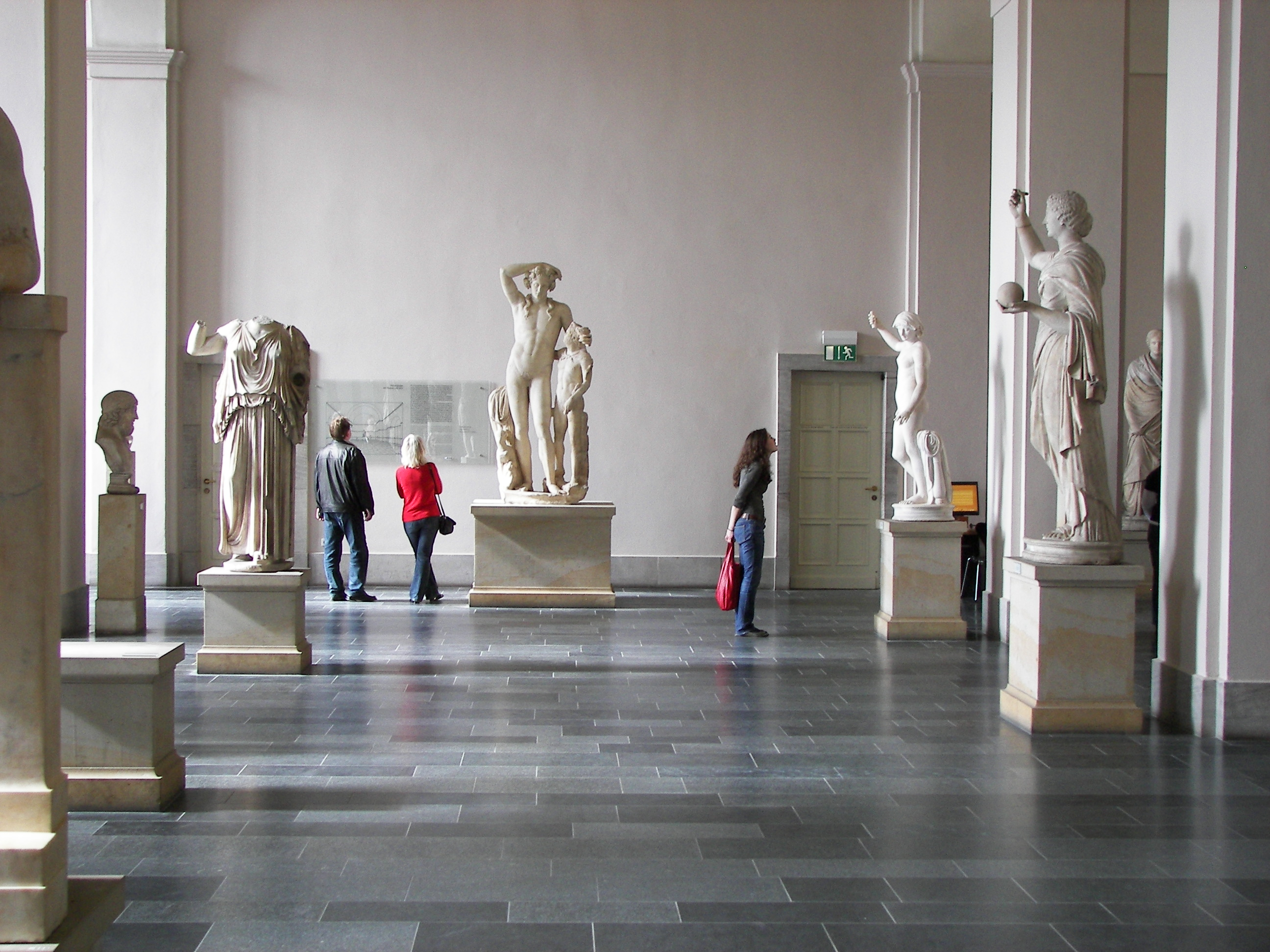
Grupo de Dionisios.
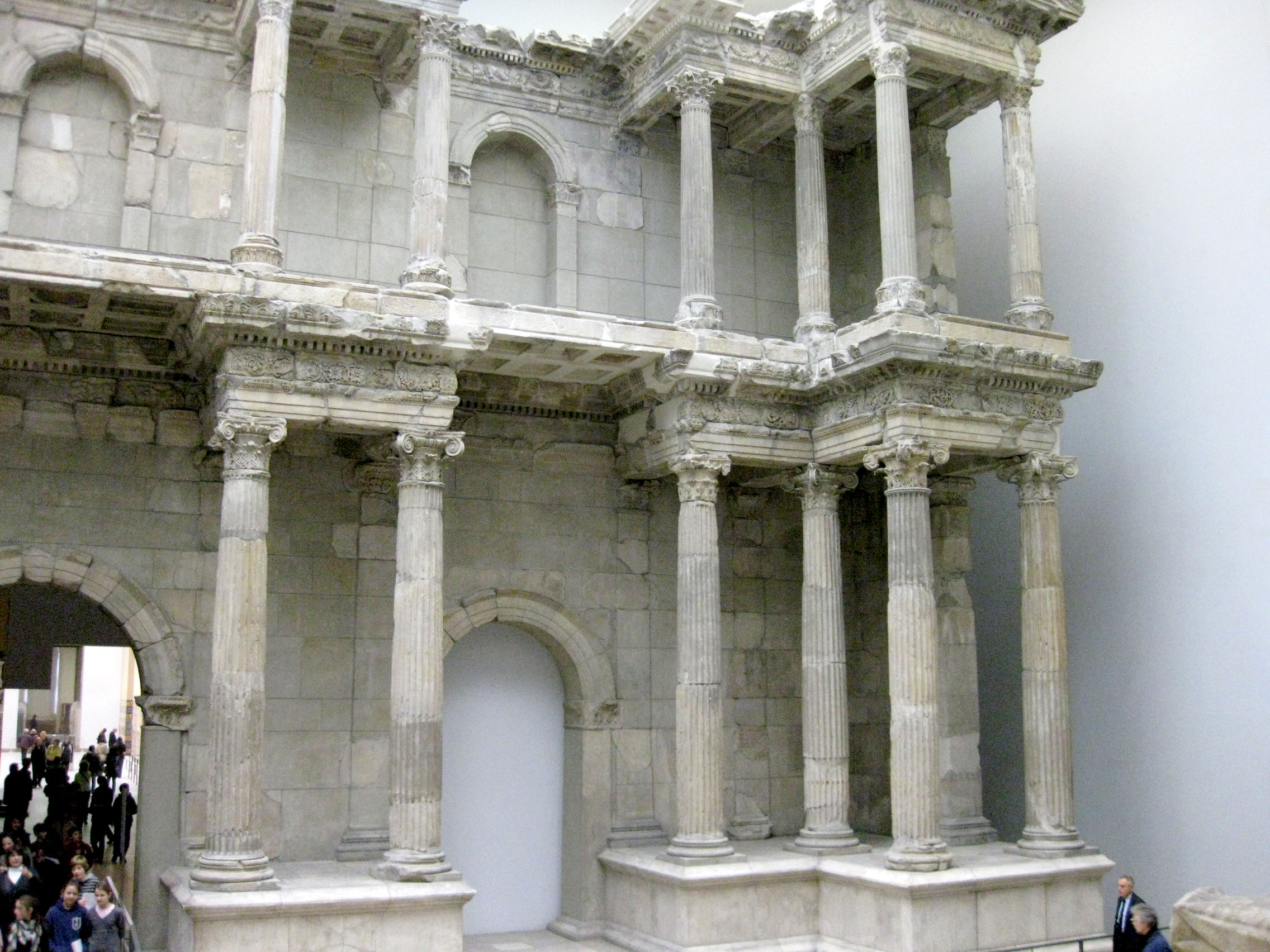
Mercado de Mileto.
La Catedral de Berlín.
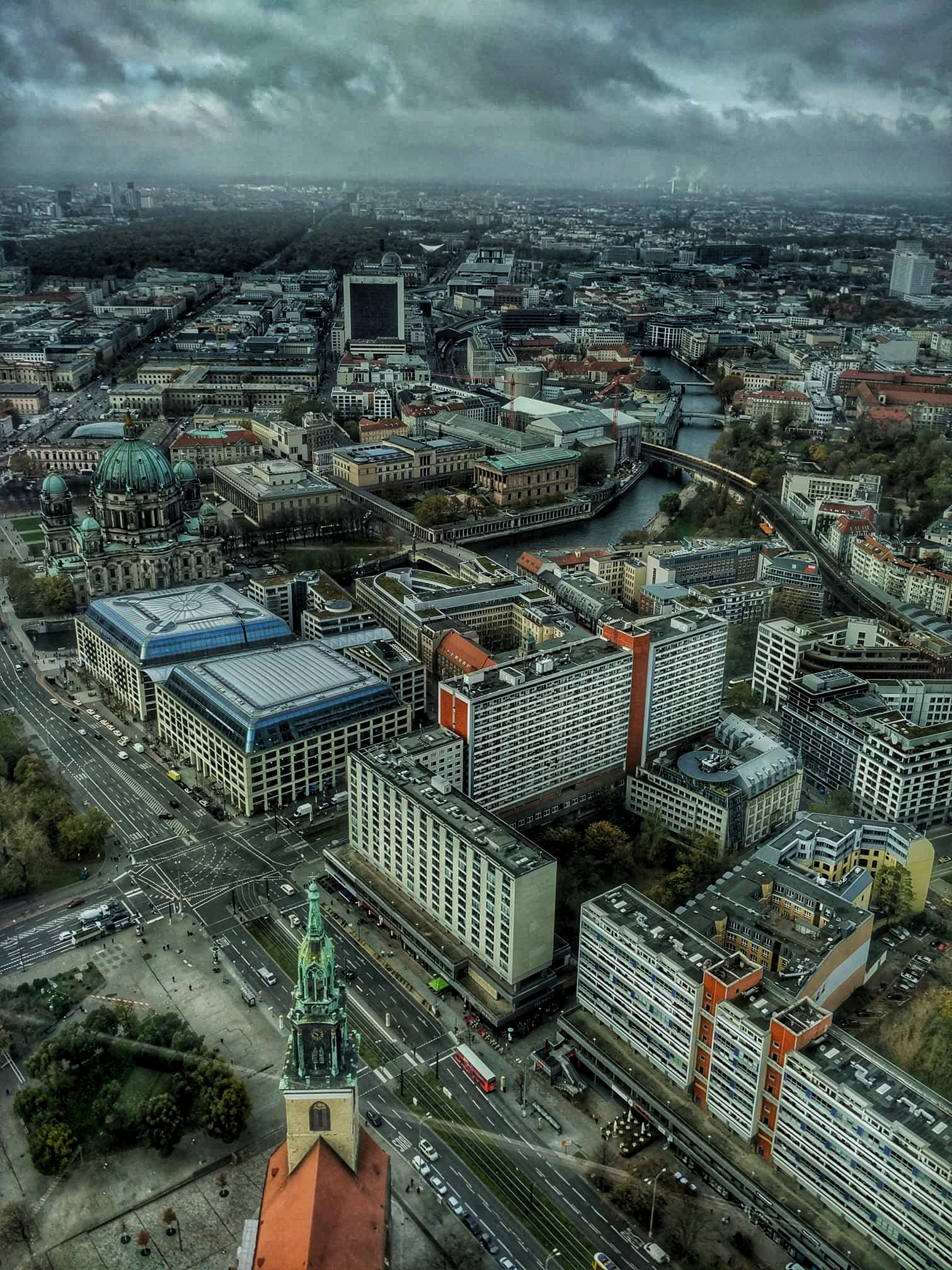
Vista desde la torre de televisión.